# 쩐레쑤언
쩐레쑤언(베트남어: Trần Lệ Xuân, 1924년 4월 15일 ~ 2011년 4월 24일)은 남베트남의 총통 고문 겸 정보부장관 응오딘뉴의 아내이다. 1955년부터 1963년까지 남베트남의 퍼스트레이디 역할을 해왔다.
공산주의자에 의해 친정 오빠 2명이 살해 당하면서 극단적인 반공주의자가 되었다. 시숙이던 응오딘지엠이 독신주의자에 미혼이었으므로 그가 총통이 되자 의전상 등의 이유로 퍼스트 레이디가 필요하다는 주변의 건의로, 가족회의 끝에 제수인 진려춘을 퍼스트레이디로 정했다. 또 다른 이름으로는 마담 뉴(Madame Ngo Dinh Nhu)로 불린다. 별명은 드래곤 레이디.

## 생애

### 소녀기
프랑스의 식민지 프랑스령 인도차이나 하노이 출신으로 아버지 쩐반쯔엉은 응우옌 왕조의 관리로 법학 공부를 했으며 훗날 남베트남 정부의 초대 주미 대사를 지냈고, 할아버지는 프랑스령 인도차이나 총독부의 관료였다. 어머니 티난쩐(Thị Nam Trân)은 동카인의 손녀딸이자 바오다이의 사촌 누나였다.
하노이의 명문 귀족 외국어학교 리세 알버트 스튜어트 학교(Lycée Albert Sarraut)를 중퇴하였고 이후 프랑스어로 된 연설문 초안 등을 베트남어로 번역, 베트남어 문서를 프랑스어로 번역하는 등의 번역 및 통역 활동을 하던 중 하노이의 국립극장에 취직하여 솔로 댄스, 발레, 피아노 활동을 하였다.

### 청년기
응오딘뉴와 결혼한 이후 제1차 인도차이나 전쟁이 일어나 프랑스가 패전하고 호치민이 인솔하는 베트민군이 진주하여 남편의 형 응오딘코이가 베트민군에게 산채로 생매장 당하게 된다. 또한 그녀를 포함한 일가는 4개월간 연금 된 후 맏형 일가는 총살되었다. 이 연금 중의 대우가 냉혹함이 그녀를 강렬한 반공주의자로 키워 갔다. 연금생활 이후 외지 섬으로 추방되었다가 얼마 뒤 석방되었다.
1955년 응오딘지엠이 베트남 공화국(남베트남)의 초대 대통령이 되었다. 응오딘지엠은 독신주의자이기에 제수 쩐이 사실상 남베트남의 영부인으로 행사하였다. 마담 뉴라고 불린 쩐은 당시 남편 이상으로 유명했다.

### 퍼스트 레이디
쩐은 반불교, 반공산주의 정책을 추진하였으며 간통죄 처벌, 낙태 금지법, 성매매 금지 등의 정책을 추진하였다. 또한 도덕법(morality laws)을 추진, 이혼, 피임, 간음, 유흥주점, 술, 담배, 댄스 홀, 미인 대회, 권투 경기 등을 금지하고 투견이나 투우, 닭싸움 등의 동물의 싸움 경기 및 각종 오락, 도박 등도 일체 금지했다. 또한 성매매 업소를 폐쇄 금지시키고, 술, 담배, 아편 등을 금지시켰다. 그러나 그녀는 그런 정책을 펴면서도 외도를 하였으므로 대중으로부터는 위선자라고 질타당했다.
쩐은 퍼스트 레이디 역할을 하면서 사적으로 축재하는 것은 물론이고 공무원 인사, 미국의 원조 물자 배분 등의 문제에도 간섭하였다.

### 드래곤 레이디
그녀의 천성은 격렬하고, 1960년대 초기에 천주교 우대 정책과 불교에 대한 탄압을 추진한 응오딘지엠 정권에 항의하여 수도 사이공 시내에서 분신자살을 도모한 승려 틱꽝득의 행동을 "저런 것은 단순한 인간 바베큐야", "승려 한 명이 바베큐가 되었을 뿐이다", "서구화에 항의하는데 미국제 가솔린을 사용하여 모순된다" 등 미국의 텔레비전 방송국의 인터뷰에서 야유하여 전 세계에서 큰 빈축을 샀다.
마담 뉴의 이 불공손적인 발언은 온 세계 미디어로 보도되어 당시의 남베트남의 동맹국인 미국의 존 F. 케네디 대통령의 분노를 사고, 남편과 시형(媳兄)의 목숨을 빼앗은 1963년 11월의 즈엉반민에 의한 군사 쿠데타의 한 요인이 되었다고 말해지고 있다. 이와 같은 발언을 연발한 일과 실력자인 남편 권세를 빌려 강권적인 계속 태도를 취한 것으로부터, 서방의 언론으로부터 드래곤 레이디라는 별명을 붙여졌다.

### 망명
1963년 11월 군사 쿠데타 이후 딩레투이 등 두 딸을 데리고 베트남에서 도망쳐 나오고, 이후 쑤언은 군사정권에 의해 재산 몰수와 함께 영구 귀국 불가 통보를 받았다. 1964년 남베트남으로 돌아오려고 했지만 입국이 거부되어 사실상 국외 추방이 되었다.
그는 미국을 방문하여 도움을 청했으나 거절 당하고 유고슬라비아를 거쳐 유럽 각지를 전전하다가 이탈리아로 정치적 망명을 하였다. 두 딸은 프랑스로 유학 보냈는데 둘째 딸은 프랑스에서 교통사고로 사망하였다. 그는 미국이나 이탈리아, 프랑스 등 서방 국가에 전전하다, 2011년 4월 24일 이탈리아 로마의 병원에서 사망하였다.

## 가족
- 딸 : 응오딘레투이(Ngô Đình Lệ Thủy), 프랑스에서 교통사고로 사망하였다.
- 아들 : 응오딘짝(Ngô Đình Trác)
- 아들 : 응오딘꾸인(Ngô Đình Quỳnh)
- 딸 : 응오딘레꾸옌(Ngô Đình Lệ Quyên), 변호사, 이탈리아에서 교통사고로 사망하였다.